# Templeux-le-Guérard
Templeux-le-Guérard és un municipi francès situat al departament del Somme i a la regió dels Alts de França. L'any 2007 tenia 191 habitants.

## Demografia

### Població
El 2007 la població de fet de Templeux-le-Guérard era de 191 persones. Hi havia 70 famílies de les quals 12 eren unipersonals (12 dones vivint soles i 12 dones vivint soles), 31 parelles sense fills i 27 parelles amb fills.
La població ha evolucionat segons el següent gràfic:
Habitants censats

### Habitatges

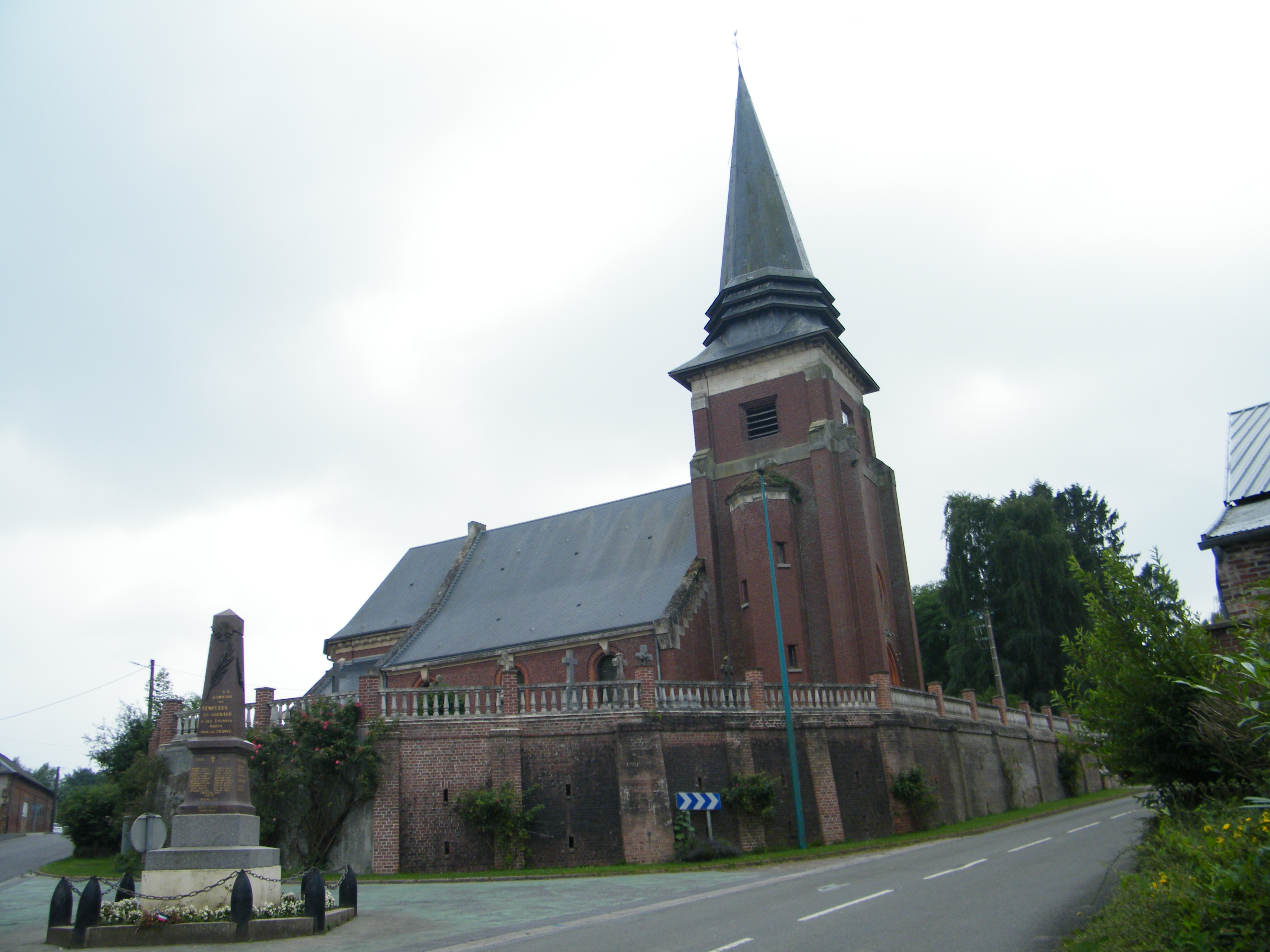

El 2007 hi havia 87 habitatges, 72 eren l'habitatge principal de la família, 8 eren segones residències i 7 estaven desocupats. Tots els 87 habitatges eren cases. Dels 72 habitatges principals, 60 estaven ocupats pels seus propietaris i 13 estaven llogats i ocupats pels llogaters; 2 tenien dues cambres, 4 en tenien tres, 22 en tenien quatre i 44 en tenien cinc o més. 65 habitatges disposaven pel capbaix d'una plaça de pàrquing. A 37 habitatges hi havia un automòbil i a 25 n'hi havia dos o més.

### Piràmide de població
La piràmide de població per edats i sexe el 2009 era:
| Homes | Edats   | Dones |
| ----- | ------- | ----- |
| 0     | 95 o +  | 0     |
| 0     | 90 a 94 | 0     |
| 0     | 85 a 89 | 0     |
| 0     | 80 a 84 | 0     |
| 4     | 75 a 79 | 8     |
| 16    | 70 a 74 | 4     |
| 4     | 65 a 69 | 4     |
| 0     | 60 a 64 | 4     |
| 0     | 55 a 59 | 4     |
| 12    | 50 a 54 | 0     |
| 16    | 45 a 49 | 16    |
| 0     | 40 a 44 | 8     |
| 12    | 35 a 39 | 8     |
| 4     | 30 a 34 | 8     |
| 0     | 25 a 29 | 8     |
| 8     | 20 a 24 | 0     |
| 12    | 15 a 19 | 20    |
| 12    | 10 a 14 | 8     |
| 4     | 5 a 9   | 0     |
| 4     | 0 a 4   | 0     |

## Economia
El 2007 la població en edat de treballar era de 129 persones, 91 eren actives i 38 eren inactives. De les 91 persones actives 77 estaven ocupades (52 homes i 25 dones) i 14 estaven aturades (8 homes i 6 dones). De les 38 persones inactives 6 estaven jubilades, 17 estaven estudiant i 15 estaven classificades com a «altres inactius».

### Ingressos
El 2009 a Templeux-le-Guérard hi havia 77 unitats fiscals que integraven 198 persones, la mediana anual d'ingressos fiscals per persona era de 15.252 €.

### Activitats econòmiques
Dels 4 establiments que hi havia el 2007, 1 era d'una empresa de fabricació d'altres productes industrials, 1 d'una empresa de comerç i reparació d'automòbils, 1 d'una empresa de transport i 1 d'una entitat de l'administració pública.
L'any 2000 a Templeux-le-Guérard hi havia 5 explotacions agrícoles que ocupaven un total de 655 hectàrees.

## Poblacions més properes
El següent diagrama mostra les poblacions més properes.